# تيدي كاستيلوتشي
تيدي كاستيلوتشي (بالإنجليزية: Teddy Castellucci)‏ (و. 1965  م) هو ملحن، ومؤلفو موسيقى تصويرية أمريكي، ولد في نيويورك، يستخدم آلات قيثارة.

## وصلات خارجية
- تيدي كاستيلوتشي على موقع IMDb (الإنجليزية)
- تيدي كاستيلوتشي على موقع ميوزك برينز (الإنجليزية)
- تيدي كاستيلوتشي على موقع بوكس أوفيس موجو (الإنجليزية)
- تيدي كاستيلوتشي على موقع أول ميوزيك (الإنجليزية)
- تيدي كاستيلوتشي على موقع ديسكوغز (الإنجليزية)
- تيدي كاستيلوتشي على موقع قاعدة بيانات الفيلم (الإنجليزية)

- تيدي كاستيلوتشي في قاعدة بيانات الأفلام على الإنترنت